# Росалинда (теленовела)
Росалинда (на испански: Rosalinda) е мексиканска теленовела, режисирана от Беатрис Шеридан и продуцирана от Салвадор Мехия за Телевиса през 1999 г. Адаптацията, написана от Карлос Ромеро, с либрето за първа част от Карлос Ромеро и Кари Фахер и от Лиляна Абуд за последните епизоди, е базирана на венецуелската теленовела Мария Тереса от 1972 г., създадена от Делия Фиайо.
В главните роли са Талия и Фернандо Карийо, а в отрицателните – Лупита Ферер, Нора Салинас и Роберто „Флако“ Гусман. Специално участие вземат първите актриси Анхелика Мария и Лаура Сапата.
Това е последната теленовела, в която участва Талия, след което се отдава на нарастващата си музикална кариера. Росалинда е най-скъпата телевизионна продукция, произведена в Мексико, както и най-разпространявана и най-гледана теленовела, излъчена в Мексико и в над 180 държави по целия свят, събирайки над 2 милиарда зрители.

## Сюжет
Росалинда Перес Ромеро е красива млада жена с добро сърце, която работи на щанда за цветя на дядо Флорентино Росас, защото майка ѝ Долорес е много болна и трябва да помага на баща си, грижовния Хавиер, с разходите за къщата, заедно със сестрите си, надутата Федра и милата Люси. Единственият, който не прави нищо, е брат ѝ Бето, който е мързелив. Росалинда не знае, че нейните родители и братя са всъщност нейни леля, чичо и братовчеди от страна на майка ѝ, тъй като истинската ѝ майка Соледад не може да се грижи за нея и я е дала на Долорес.
Преди да умре, Долорес признава на Хавиер, че една от трите млади жени не е негова дъщеря, но не успява да му каже коя от тях. Вярвайки, че съпругата му му е изневерила, Хавиер се превръща в озлобен мъж, който прехвърля омразата си върху трите момичета и с привъзва несправедливо към Бето.
Един ден Росалинда среща Фернандо Хосе Алтамирано дел Кастильо и се влюбва в него, но той крие от нея, че е милионер. Валерия дел Кастильо де Алтамирано, майката на Фернандо Хосе, е зла и властна жена, обсебена от единствения си син, откакто съпругът ѝ е убит от секретарката на брат ѝ.
Соледад Ромеро все още е в затвора заради престъплението си. Това, което Валерия не знае, е, че Соледад е съпруга на Алфредо дел Кастильо, нейния собствен брат, за когото тя се омъжва тайно и че той всъщност е убил съпруга ѝ, Хосе Фернандо, когато се е опитал да изнасили Соледад. Заради любовта, която изпитва към съпруга си, Соледад поема вината и пази тайната, съгласявайки се да влезе в затвора и дори се отказа от новородената си дъщеря, която поверява на сестра си. Това момиче е Росалинда.
Без да знае, Росалинда е законната дъщеря на Алфредо дел Кастильо и Соледад Ромеро, което я прави братовчедка на Фернандо Хосе и племенница на Валерия и наследница на 33,3% от богатството на Дел Кастильо (останалите проценти са на Валерия, включително онези, които е откраднала от братовчедка си, Вероника).
Друга тайна, която засяга героите, е тайната за раждането на Фернандо Хосе - в действителност той не е син на Валерия, а на Вероника дел Кастильо, първа братовчедка на Валерия и истинската съпруга на покойния Хосе Фернандо Алтамирано. Тази тайна е известна само на Берта, икономката и съучастничката на Валерия.
Всичко се случва преди много години. Вероника и нейните братовчеди, Алфредо и Валерия, живеят в дома на Дел Кастильо. Когато Вероника се омъжва за Хосе Фернандо Алтамирано, Валерия не може да понесе, че братовчедка ѝ е щастлива и по-богата от нея, затова тя съблазнява Хосе Фернандо и го направи свой любовник. Тогава двамата измислят план, за да се отърват от Вероника, да откраднат богатството ѝ и сина ѝ и да я премахнат. Вероника изчезва и Валерия се омъжва незаконно за Хосе Фернандо Алтамирано, тъй като Вероника все още е жива и никога не се е развеждала със съпруга си. Валерия, вече госпожа Алтамирано, отглежда Фернандо Хосе като свой син с болна любов.
Другата история е тази на Абрил, млада жена, която се оказва извънбрачна дъщеря на Валерия дел Кастильо и Франсиско Киньонес. Този мъж е работил като шофьор в имението на Дел Кастильо и е влюбен във Валерия, но тя така и не му отвъръща поради „класови различия“, така че един следобед я изнасилва и тя забременя.
Абрил е отгледана от Урсула, болна възрастна жена, която получава заплата от Валерия. След смъртта на Урсула, Абрил е принудена да живее в имението на Алтамирано, но при условие, че работи като слугиня. Валерия изпитва дълбока омраза към Абрил и дори проклина деня, в който я е родила. Месеци по-късно Фернандо Хосе открива, че новата прислужница на имението е негова сестра и иска от Валерия да ѝ даде позицията, която заслужава. Валерия се съгласява, но продължава да мрази бедното момиче дълбоко, а Абрил, разбира се, не може да разбере защо собствената ѝ майка я презира.
Малко след това Франсиско Киньонес, превърнал се в просяк, известен с прякора си „Мизерника“, се появява отново в живота на Валерия и започва да я заплашва и изнудва за пари, за да не каже, че е баща на Абрил. Един ден той и Абрил се срещат и стават приятели, без тя да подозира самоличността му. Един ден Франсиско иска от Валерия много голяма сума пари, за да изчезне завинаги от живота ѝ, но тя го убива брутално.
Росалинда и Фернандо Хосе трябва да преминат през множество препятствия и през цялото зло, което е между тях, за да могат да бъдат щастливи.

## Актьори
- Талия – Росалинда Перес Ромеро / Росалинда дел Кастильо Ромеро / Палома Дорантес
- Фернандо Карийо – Фернандо Хосе Алтамирано дел Кастильо
- Лупита Ферер – Валерия дел Кастильо вдовица де Алтамирано
- Анхелика Мария – Соледад Ромеро вдовица де Дел Кастильо / Марта
- Лаура Сапата – Вероника дел Кастильо де Алтамирано
- Нора Салинас – Федра Перес Ромеро
- Естер Риналди – Абрил Киньонес дел Кастильо
- Адриана Фонсека – Лусия „Луси“ Перес Ромеро
- Мануел Савал – Алфредо дел Кастильо
- Мигел Анхел Родригес – Хавиер Перес
- Рене Муньос – Дядо Флорентино Росас
- Хорхе де Силва – Алберто „Бето“ Перес Ромеро
- Пати Диас – Кларита Мартинес
- Ниньон Севиля – Асунсион
- Раул Падия „Чофоро“ – Бонифасио
- Рената Флорес – Сойла Барига
- Виктор Нориега – Алехандро „Алекс“ Дорантес
- Елвира Монсел – Берта Алварес
- Анастасия – Алсира Ордониес
- Едуардо Луна – Анибал Ривера Пачеко
- Роберто „Флако“ Гусман – Франсиско Киньонес „Мизерника“
- Мече Барба – Ангустиас
- Серхио Рейносо – Агустин Моралес
- Еухенио Бартилоти – Ефрен
- Гилермо Гарсия Канту – Хосе Фернандо Алтамирано
- Ева Калво – Урсула Валдес
- Емилиано Лисарага – Рамиро
- Едуардо Линян – Деметрио Моралес
- Сара Лус – Беки Росас
- Тере Лопес-Тарин – Наталия
- Тина Ромеро – Долорес Ромеро де Перес
- Милагрос Руеда – Селина Барига (#1)
- Ивон Монтеро – Селина Барига (#2)
- Джесика Саласар – Памела Итурбиде
- Ирма Торес – Хулиета
- Хулио Урета – Аяла
- Лиса Вилерт – Хеорхина
- Лус Мария Сетина – Лус Мария
- Алехандро Авила – Херардо Наварете
- Хорхе Паскуал Рубио – Косме
- Хавиер Руан – Чуи
- Алберто Инсуа – Д-р Риверол
- Ана Мария Агире – Енрикета Наварете
- Марикармен Вела – Сестра Емилия
- Сабине Мусиер – Кристина
- Мария Морена – Лусиана Диас
- Сесар Кастро – Исмаел
- Кета Лават – Директорката на затвора
- Хулио Монтерде – Адвокат
- Сара Монтес – Сандра Пачеко де Ривера

## Премиера
Премиерата на Росалинда е на 1 март 1999 г. по Canal de las Estrellas. Последният 80 епизод е излъчен на 18 юни 1999 г.

## Екип
- Оригинална история – Делия Фиайо
- Адаптация – Карлос Ромеро
- Либрето – Карлос Ромеро, Кари Фахер, Лиляна Абуд
- Литературна редакция – Долорес Ортега
- Сценография – Хуан Антонио Сагредо
- Декор – Октавио Ортега
- Дизайн на костюми – Марта Летисия Ривера, Габриела Кастеянос
- Музикална тема – Rosalinda
- Изпълнител – Талия
- Автори – Емилио Естефан, Кике Сантандер
- Музика – Хосе Антонио „Потро“ Фариас
- Музикален координатор – Луис Алберто Диасаяс
- Суфльори – Едгар Торес, Луис Санчес Росадо
- Монтаж – Марко Антонио Роча
- Асистент-монтажисти – Алфредо Фрутос Маса, Пабло Пералта
- Ръководител на монтажа – Адриан Фрутос Маса
- Скриптери – Беатрис де Анда, Марта Кастилерос
- Ръководител Форум 8 на Телевиса Сан Анхел – инж. Енрике Мендоса
- Директор продукция – Сара Смит
- Координатор продукция – Летисия Диас
- Мениджър локации – Хулиета де ла О
- Главен координатор – Аарон Гутиерес
- Гост-режисьори – Карина Дупрес, Енрике Пинеда
- Асистент-оператори – Фернандо Родригес, Емилио Уитрон, Лино Гама Ескинка
- Асистент-режисьори – Фернандо Несме, Едгар Рамирес
- Продуцент – Натали Лартио
- Оператори в локация – Карлос Веласкес, Хесус Акуня Лий
- Режисьор в локация – Фернандо Несме
- Оператор – Мануел Барахас
- Режисьор – Беатрис Шеридан
- Изпълнителен продуцент – Салвадор Мехия

## Награди и номинации
Награди TVyNovelas (Мексико) 2000
| Категория                            | Номиниран(а)           | Резултат   |
| ------------------------------------ | ---------------------- | ---------- |
| Най-добра актриса в отрицателна роля | Нора Салинас           | Номинирана |
| Най-добра първа актриса              | Анхелика Мария         | Номинирана |
| Най-добър пръв актьор                | Роберто „Флако“ Гусман | Номиниран  |
| Най-добър актьор в поддържаща роля   | Мануел Савал           | Номиниран  |
| Най-добра млада актриса              | Ивон Монтеро           | Номинирана |
| Най-добро мъжко откритие             | Хорхе де Силва         | Номиниран  |

## DVD
Продуцентската компания Телевиса издава сериала на три оригинални DVD диска с всичките 80 епизода.

## Версии
- Венесуелската компанията Веневисион през 1972 г. направи първата версия на тази история със заглавие Мария Тереса. Състои се от 186 епизода, режисирана е от Грацио Д'Анджело и продуцирана от Енрике Куско. В главните роли са Лупита Ферер (в настоящата новела е в ролята на Валерия) и Хосе Бардина.
- Венесуелската компания Корал през 1987-1988 г. създаде за телевизионния канал RCTV римейк, озаглавен Пролет, продуциран от Даниел Андраде и е с участието на Джиджи Санчета и Фернандо Карио (в настоящата новела е в ролята на Фернандо Хосе).
- Писателката Алисия Бариос пише своя версия на тази история, която е екранизирана през 1993 г. от венесуелската компания Веневисион със заглавие Росанхелика. Състои се от 125 епизода и е с режисьор Камило Матис. Главните роли са поверени на Соня Шмит и Виктор Камара.
- Най-новата адаптация на тази история е от 2009 г. и е направена от филипинския канал GMA Network. Носи същото име както настоящата (Росалинда). Участват Карла Абелана и Джеф Ейгенман.

## В България
В България сериалът е излъчен за пръв път по Нова телевизия през 2000 г. Ролите се озвучават от артистите Ани Василева, Милена Живкова, Юлия Ненова, Ася Братанова, Симеон Владов и Стефан Сърчаджиев-Съра.
През 2011 г. е излъчен повторно по Диема Фемили, а дублажът е записан наново. От 1 ноември 2012 г. до 20 февруари 2013 г. се излъчва отново. Ролите се озвучават от Ани Василева, Ася Братанова, Даниела Йордановa, Симеон Владов, Димитър Иванчев и Христо Узунов.